# محوطه و گورستان باستانی (سرآب)
محوطه و گورستان باستانی مربوط به سده‌های میانه دوران‌های تاریخی پس از اسلام است و در شهرستان سرآب، بخش مرکزی، دهستان ابرغان، روستای بالستان واقع شده و این اثر در تاریخ ۱۵ دی ۱۳۸۷ با شمارهٔ ثبت ۲۳۹۳۶ به‌عنوان یکی از آثار ملی ایران به ثبت رسیده است.